# Hou Cheng
En aquest nom xinès, el cognom és Hou.
Hou Cheng va ser un general militar servint sota el senyor de la guerra Lü Bu durant el període de la tardana Dinastia Han Oriental de la història xinesa. En la batalla de Xiapi Hou va rendir-se front les tropes de Cao Cao.
Segons els Annals de Primaveres i Tardors de les Nou Províncies (九州春秋) de Sima Biao, Hou una vegada va enviar a un home per fer pasturar a un grup de 15 cavalls als afores de la ciutat, però l'home va desviar els cavalls en direcció a Xiaopei, intentant de fer defecció cap a Liu Bei. Llavors Hou va dirigir personalment una unitat perseguidora i va reclamar els cavalls. Després d'això els seus col·legues es van reunir per celebrar que els cavalls havien estat recuperats. Però abans que la festa es produís, Hou va portar una mica de vi per oferir respecte a Lü Bu; no obstant aquest últim es va enutjar molt, ja que havia imposat una prohibició de begudes alcohòliques. Temerós que hi era Hou, va abandonar tot el seu vi i va donar per acabada la celebració.
Quan Cao Cao va assetjar Lü Bu a Xiapi en el 198, Hou, juntament amb Song Xian i Wei Xu, van capturar el cap assessor de Lü Bu, Chen Gong, i es van rendir. Lü va ser derrotat i executat poc després. El destí de Hou Cheng després de la batalla no està registrat en la història.

## En la ficció
En el capítol 19 de la novel·la històrica el Romanç dels Tres Regnes de Luo Guanzhong, Lü Bu va ordenar que Hou fóra assotat 50 vegades per trencar la prohibició de begudes alcohòliques. L'incident va sembrar la llavor de la discòrdia entre Lü i els seus generals, ja que no estaven satisfets amb ell.
Hou aleshores va planejar amb els seus col·legues Song Xian i Wei Xu de trair a Lü Bu per Cao Cao. Eixa mateixa nit, Hou va furtar la Llebre Roja, el corser de Lü Bu, i es va dirigir cap al campament de Cao als afores de la ciutat. L'endemà al matí, Exèrcit de Cao va llançar un atac sobre la ciutat. Song Xian i Wei Xu es van girar contra Lü Bu i el van capturar i lliurar a les forces de Cao.